# (7251) Kuwabara
(7251) Kuwabara (1992 SF13) – planetoida z pasa głównego asteroid okrążająca Słońce w ciągu 4,1 lat w średniej odległości 2,56 j.a. Odkryta 30 września 1992 roku.